# تايه عبد الكريم
تايه عبد الكريم زعراوي آل حقون العاني (1933-2018) سياسي عراقي من مواليد محافظة الأنبار في محلة السراي (حكون) في مدينة عانة القديمة لعائلة متوسطة الحال يُعتقد أنها تنتمي للطائفة العلوية، بعد المرحلة المتوسطة في المدرسة انتقل مع عائلته للعاصمة العراقية بغداد.

## مذهبه
قال رشيد الخيون «فعانة معروفة بوجود النُّصيرية لا الإسماعيلية، ومنهم الشاعر اليساري المعروف رشدي العامل (ت1991م), ووزير النفط والقيادي البعثي تايه عبد الكريم، هذا ما نعلمهُ على السّماع من أهل الثَّقة».

## دراسته ونشاطه السياسي
تخرج في دار المعلمين العالية ببغداد سنة 1951 وقد دخل العمل السياسي في صفوف الحركات القومية وحزب البعث العربي الاشتراكي في العراق وتعرض للاعتقال في فترة حكم عبد الكريم قاسم (1958-1963) بسبب نشاطه ثم عمل مدرسا في إحدى مدارس بغداد ودرس في كلية الحقوق أيضاً وحصل على البكالوريوس سنة 1969 وعين مديراً عاماً في إحدى مكاتب مجلس قيادة الثورة بعد انقلاب 17 تموز 1968. عمل سفيراً للعراق في السودان ووكيلاً لوزارة التربية سنة 1970 ورئيساً لمكتب الشؤون الاقتصادية 1971 ومكتب الشؤون العربية في مجلس قيادة الثورة الاسبق 1972 وعضواً في القيادة القطرية للبعث مطلع سنة 1974. وفي تشرين الثاني سنة 1974 اختير ليكون وزيراً للنفط في فترة حكم الرئيس العراقي الأسبق أحمد حسن البكر وأصبح عضو في مجلس قيادة الثورة من سبتمبر 1977 إلى يوليو 1979 وبعدها اختير كوزير داخلية بالوكالة عام 1980 بالإضافة إلى بقائه كوزير نفط وعضو بالقيادة القطرية.

### تقاعده عن العمل السياسي
تقاعد بعد مؤتمر حزب البعث عام 1982 حيث قدم طلبا للتنحي عن المسؤولية ووافق عليه الرئيس الأسبق صدام حسين ليعتزل تايه عبد الكريم العمل السياسي وبقي في بغداد ويعد من الحالات النادرة لمسؤول من الصف الأول يسمح له صدام حسين بالتقاعد دون أن ينتهي مصيره بالاغتيال أو السجن أو المنفى وصرح تايه عبد الكريم عن سبب تنحيه عن مواقعه الحزبية بمعارضته الحرب مع إيران في مقابلته مع قناة البغدادية عام 2009.

### مغادرته العراق
وبقي تايه عبد الكريم في بغداد إلى أشهر قليلة قبل سقوط النظام السابق حيث غادر العراق عام 2005 إلى العاصمة الأردنية عمان التي بقي يعيش فيها بعد سقوط النظام السابق في 9 نيسان 2003 إثر الاحتلال الأمريكي للعراق وظهر على شاشة تلفزيون قناة البغدادية العراقية التي تبث من مصر عام 2009 وقدم شهادات تاريخية متوفرة اليوم على اليوتيوب ندد فيها بما أسماه السياسة الاستبدادية لحزب البعث وصدام حسين وروى ذكرياته عن الحكم والحرب العراقية - الإيرانية وما بعد ذلك وقال أن العراق كان يحصل على قرابة 41 ملياراً من الدولارات وقد خطط العراق لبناء قاعدة اقتصادية صناعية وقاعدة في التصنيع العسكري والتنمية.

### وفاته
توفي في إحدى مستشفيات العاصمة الأردنية عمان في 10 يناير كانون الثاني 2018 نتيجة وعكة صحية عن عمر ناهز 85 سنة ودفن هناك. 